# Konrad I
Konrad I (född cirka 890 på slottet Babenberg vid nuvarande Bamberg, död 23 december 918) var hertig av Franken och kung av Tysk-romerska riket 911–918.
Konrad var hertig av Franken från omkring 906 och gifte sig med Kunigunde Alaholfing, grevinna från Schwaben år 913.
Konrad blev vald till kung över östfrankiska riket 10 november 911 i Forcheim efter den siste karolingiske kungen Ludvig barnets död. Hans regeringstid var en konstant kamp mot de gryende maktfaktorerna Sachsen, Bayern och Schwaben. Inga av de krigståg Konrad genomförde var framgångsrika och hans försök att vinna över biskoparna vid synoden i Hohenaltheim 916 uppvägde inte hans tillkortakommanden på slagfältet. 
Konrad dog 23 december 918 utan att ha lyckats etablera sig som den nya kungliga dynastin. På sin dödsbädd övertygade han sin bror Eberhard att ge upp kronan för egen del och istället kräva att kejsardömets kurfurstar skulle välja Henrik fågelfängaren, hertig av Sachsen och en av hans värsta motståndare, som tronarvinge vid den Reichstag som skulle hållas i Fritzlar 919.